# Megaphragma
Megaphragma is een geslacht van vliesvleugeligen uit de familie Trichogrammatidae. De wetenschappelijke naam van dit geslacht is voor het eerst geldig gepubliceerd in 1924 door Philip Hunter Timberlake.

## Soorten
Het geslacht Megaphragma omvat de volgende soorten:
- Megaphragma amalphitanum Viggiani, 1997
- Megaphragma anomalifuniculi Yuan & Lou, 1997
- Megaphragma caribea Delvare, 1993
- Megaphragma decochaetum Lin, 1992
- Megaphragma deflectum Lin, 1992
- Megaphragma ghesquierei Ghesquière, 1939
- Megaphragma longiciliatum Subba Rao, 1969
- Megaphragma macrostigmum (Lin, 1992)
- Megaphragma magniclava Yousuf & Shafee, 1988
- Megaphragma mymaripenne Timberlake, 1924
- Megaphragma polychaetum Lin, 1992
- Megaphragma priesneri (Kryger, 1932)
- Megaphragma shimalianum Hayat, 2009
- Megaphragma stenopterum (Lin, 1992)
- Megaphragma striatum Viggiani, 1997